# Antonio Ortigoza
Antonio Esteban Ortigoza (Goya, Corrientes; 5 de junio de 1976) es un futbolista argentino. Juega de delantero y su club actual es El Porvenir

## Biografía
Delantero potente y goleador de vasta trayectoria en el ascenso. Pasó por Sportivo Italiano, Club Atlético Estudiantes, Club Atlético Tigre, Club Atlético Temperley, Club Deportivo Armenio, Excursionistas, Deportivo Merlo Club Social y Cultural Deportivo Laferrere. Actualmente juega en el Club Atlético San Miguel.
- Datos: Q5699239